# Пальмовая цивета
Пальмовая цивета, или пальмовая циветта (лат. Nandinia binotata), — вид хищных млекопитающих из подотряда кошкообразных, единственный в роде пальмовых цивет и семействе Nandiniidae. Раньше род включали в семейство виверровых.
Пальмовую цивету не следует путать с мусангом, или малайской пальмовой циветтой, обитающей в Азии. Именно мусанг, а не пальмовая цивета, обеспечивает уникальные вкусовые характеристики кофе сорта копи-лувак.

## Внешний вид
Невелика по размеру: длина тела составляет 44—58 см, но с длинным (46—62 см) и довольно толстым хвостом. Масса тела колеблется в пределах 1,7—2,1 кг. Очертаниями тела напоминает кошку, но лапы короткие, с длинными изогнутыми когтями. Уши округлые и короткие. Мех короткий, шерстистый, волосы имеют жёсткие кончики. Цвет шерсти тусклый, обычно сероватый или бурый, с рыжеватым или каштановым оттенком, с неясными тёмными пятнышками. На спине часто присутствуют два пятна кремового цвета, а в нижней части спины и у основания хвоста — тёмно-коричневые пятна. Хвост обычно темнее тела, украшен характерным кольчатым рисунком. На подошвах лап между 3 и 4 пальцами имеются пахучие железы; внизу живота — узкое продольное железистое поле, выделяющее бурую жидкость с сильным запахом.

## Распространение
Обитает в тропических лесах Экваториальной Африки от Гвинеи-Бисау до юга Судана, северной Анголы и восточных областей Зимбабве.
На территорию Японии пальмовые циветты были завезены с Тайваня

## Образ жизни
Пальмовые циветы обычны в лесистых районах Африки; леса покидают редко. Ведут полудревесный образ жизни; активны ночью, днём отдыхая в развилках ветвей на высоте 10—30 м над землёй или в переплетении лиан. Как правило, одиночны; исключение составляют самки с выводками и скопления из 10—15 особей на кормовых участках. Циветы территориальны, и самцы и самки не допускают на свои участки взрослых половозрелых особей. У самок индивидуальная территория занимает до 45 га, у самцов — до 100 га и перекрывает территории нескольких самок. Территориальные схватки могут быть жестокими и иногда заканчиваются смертью.
Исследование содержимого желудков показали, что в их рационе 80 % составляют фрукты, но иногда поедает и мелких грызунов, крыланов, птиц и птичьи яйца, крупных жуков, гусениц и падаль. Поселившись в доме, нандиния быстро уничтожает крыс, мышей, тараканов. Пищу пальмовые циветы находят как на деревьях, так и на земле; любят забираться в птичьи гнёзда и курятники. В поисках еды проходят значительные расстояния.

### Размножение
Исследования в Восточной Африке показали, что у пальмовых цивет наблюдается два пика рождаемости — в мае и в октябре. Периоды размножения приурочены к наступлению влажного сезона. Беременность длится 64 дня; роды происходят на дереве. В помёте 2—4 детёныша. После того, как самка перестает их кормить молоком, молодые самцы расселяются. Половозрелость наступает на 3-м году жизни. Продолжительность жизни в неволе достигает 15 лет и 10 месяцев.

## Подвиды
Выделяют 4 подвида:
- Nandinia binotata arborea Heller, 1913
- Nandinia binotata binotata Gray, 1830
- Nandinia binotata gerrardi Thomas, 1893
- Nandinia binotata intensa Cabrera & Ruxton, 1926